# Compsorhipis angustilinearis
Compsorhipis angustilinearis är en insektsart som beskrevs av Huo, K. och Z. Zheng 1993. Compsorhipis angustilinearis ingår i släktet Compsorhipis och familjen gräshoppor. Inga underarter finns listade i Catalogue of Life.